# Camelocerambyx vittatus
Camelocerambyx vittatus là một loài bọ cánh cứng trong họ Cerambycidae.